# 魅族MX4 Pro
魅族MX4 pro是魅族于2014年11月19日发布的旗舰智能手机产品。该系列手机有前黑后灰、白色版以及前白后金等三种外观，可更换多种颜色背壳。产品搭载为大屏手机优化的Flyme OS 4.0系统，具有指纹识别功能mTouch。

## 发展
魅族MX4发布前，曾有传言称其将有两个版本。泄露的信息证实了这一传言，并暗示升级版将被命名为MX4 Pro。
2014年10月，魅族副总裁李楠在社交媒体上证实，魅族将于11月推出魅族MX4 Pro。此消息也证实了此前关于该设备将采用2K分辨率屏幕的猜测。
2014年10月31日，据报道，即将推出的魅族设备已获得中国电信设备认证中心（TENAA，相当于美国联邦通信委员会）的认证。根据认证信息，该设备将配备容量为3100毫安时的电池。此外，认证还确认其显示屏将支持2K分辨率。
新设备的发布会正式定于2014年11月19日在北京举行。

### 发布
正如发布会上宣布的那样，MX4 Pro 将于2014年12月6日开始发售。该设备在发布会后开始接受预订，发布后两周内预订量过670万台。

## 特性

### Flyme
魅族MX4 Pro搭载了Flyme OS的更新版本，这是一个基于Android KitKat修改的操作系统。它采用另类的扁平化设计，并提升了单手操作的便捷性。

### 硬件与设计
魅族MX4 Pro搭载三星Exynos5430系统级芯片，该芯片由四个ARM Cortex-A15和四个Cortex-A7 CPU核心组成，并配备Mali-T628 MP6和3GB运行内存。MX4 Pro在安兔兔跑分中获得了54,863分，因此比魅族MX4快了约8%。
MX4 Pro有四种不同的颜色可供选择（灰色机身搭配黑色正面、香槟金色机身搭配白色正面以及白色机身搭配黑色或白色正面），並配备16GB、32GB或64GB 的内部存储空间。
魅族MX4 Pro稍大且重一些，尺寸为149.9毫米（5.90英寸）x 74.7毫米（2.94英寸）x 7.6毫米（0.30英寸），重量为149克（5.3盎司）。它采用平板外形，呈圆角矩形，正面只有一个中央物理按键。
与大多数其他Android智能手机不同，MX4 Pro没有电容式按钮，也没有屏幕按钮。这些按键的功能是通过一项名为mBack的技术实现的，该技术利用手势操作物理按键。MX4 Pro通过名为mTouch的指纹传感器进一步扩展了这一按键的功能。MX4 Pro是魅族首款同时采用这两项技术的手机。
MX4 Pro配备5.5英寸2K分辨率（1536 x 2560像素）多点触控电容式触摸屏，像素密度为546ppi。
除了触摸屏输入和前置按键外，该设备右侧还设有音量/缩放控制按钮和电源/锁定按钮，顶部设有3.5毫米TRS音频插孔，底部设有 microUSB（Micro-B 型）端口，用于充电和连接。
魅族 MX4 Pro 配备双摄像头。后置摄像头分辨率为2070万像素，拥有 ƒ/2.2光圈、五镜式镜头和LED闪光灯。前置摄像头分辨率为500万像素，拥有 ƒ/2.0光圈和四镜式镜头。

## 评测
MX4 Pro获得了积极的评价。
Android Authority给MX4 Pro打出了8.5分（满分10分），並称赞其“QuadHD“显示屏、出色的性能、令人愉悦的音场以及高于平均水平的摄像头”。
Android Headlines也对这款设备进行了评测，並得出结论：“做工精良，软件精良，散发出独特的魅族风格，总而言之，MX4 Pro 是今年最受欢迎的手机之一”。此外，Android Headlines 还称赞了其响应迅速的操作系统和丰富的摄像头选项。
PhoneArena给MX4 Pro打出了9分（满分10分），并称赞其高性能和卓越的音质。